# Leptura ambulatrix
Leptura ambulatrix là một loài bọ cánh cứng trong họ Cerambycidae.